# Ingvild Stensland
Ingvild Stensland est une footballeuse norvégienne née le 3 août 1981, jouant actuellement au Stabæk FK. Elle fait également partie de l'équipe nationale de Norvège, depuis sa première sélection le 23 janvier 2003, lors d'un match opposant son équipe à celle des États-Unis, en Chine.

## Biographie
Ingvild Stensland naît à Lyngdal, en Norvège, et se révèle rapidement comme talentueuse, ballon au pied. Elle grandit dans un environnement influencé par le football, avec un père entraîneur. Jusqu'à l'adolescence, elle joue au sein d'une équipe masculine. Après ses débuts avec l'équipe de Lyngdal IL en 1987, elle joue pour le FK Donn, l'Athene Moss, le Kolbotn IL, et le Kopparbergs/Göteborg FC, dans la Damallsvenskan. Le 5 janvier 2009, elle s'engage en faveur de l'équipe de l'Olympique lyonnais, où elle rejoint sa compatriote, la gardienne Bente Nordby. À la même période, elle est nommée capitaine de son équipe nationale. Diminuée par une blessure au dos lors de la saison 2010-2011, elle sera éloignée des terrains de novembre à mai. Le 26 mai 2011, elle remporte la Ligue des Champions avec l'Olympique Lyonnais, et termine la saison en remportant un doublé Ligue des Champions-Championnat de France, avant de disputer la Coupe du monde 2011 avec la Norvège. Lors du mercato estival, elle décide de retourner dans son ancien club, le Kopparbergs/Göteborg FC. Elle n'y restera que quelques mois, avant de revenir dans la Toppserien. Le 30 novembre 2011, elle rejoint le Stabæk FK, champion de Norvège en 2011, en prévision de la saison 2012.
Elle est élue joueuse de l'année 2005 de la ligue norvégienne Toppserien.
Avec l'équipe nationale, Stensland participe au Championnat d'Europe de 2005, et remporte la médaille d'argent après la défaite de son équipe contre l'Allemagne 3-1. Elle joue tous les matchs de la Coupe du monde de 2007 en Chine, son équipe terminant 4e du tournoi. En 2008, elle participe à tous les matchs de son équipe aux Jeux olympiques d'été, perdant en quarts de finale contre le Brésil. Lors de l'édition 2011, la Norvège s'incline face à l'Australie et sort de la compétition à l'issue des matches de poules.
Elle est nommée pour le prix FIFA de meilleure footballeuse de l'année en 2005, 2006, 2007 et 2008.
En 2011, elle rejoint le club suédois d'Kopparbergs/Göteborg FC à mi-saison, après deux saisons et demie passées à Lyon. Elle s'engage ensuite en faveur de l'équipe championne de Norvège, le Stabæk FK.
Elle dispute avec la Norvège le Championnat d'Europe de football féminin 2013 organisé en Suède et perd en finale contre l'Allemagne (1-0).

## Palmarès

### En club
Avec l'Olympique lyonnais
- Championne de France (2) : 2010 et 2011
- Vainqueur de la Ligue des champions (1) : 2011
- Finaliste de la Ligue des champions (1) : 2010

### En équipe nationale
- Norvège
  - Finaliste du Championnat d'Europe 2005
  - Finaliste du Championnat d'Europe 2013
  - Participation à la Coupe du monde 2007
  - Participation aux Jeux olympiques d'été de 2008
  - Participation au Championnat d'Europe 2009
  - Participation à la Coupe du monde 2011

### Distinctions personnelles
- 2005 : Footballeuse de l'année Toppserien
- 2008 : Footballeuse norvégienne de l'année[3]